# Unterseeboot 28 (1936)
Pour les articles homonymes, voir Unterseeboot 28.
Le Unterseeboot 28 ou U-28 est un sous-marin (U-Boot) allemand du type VII.A, de la Kriegsmarine de la Seconde Guerre mondiale.
Il est commandé dans le cadre du plan Z le 1er avril 1935 en violation du traité de Versailles qui proscrit la construction de ce type de navire par l'Allemagne.

## Présentation
Mis en service le 12 septembre 1936, l'U-28 a servi de 1935 à 1939 au sein de la Unterseebootsflottille "Saltzwedel".
Il réalise sa première patrouille de guerre, quittant le port de Wilhelmshaven, le 19 août 1939, sous les ordres de l'Oberleutnant zur See Günter Kuhnke dans l'Atlantique Nord à l'ouest de l'Irlande. Le 27 septembre, l'U-28 en chemin de retour cherche pendant six heures sans succès un avion allemand victime d'un amerrissage forcé. Il contrôle trois navires marchands neutres, à la recherche de contrebande.

Lors de cette patrouille, il coule un navire marchand ennemi de 4 955 tonneaux.

Il retourne à son port d'attache le 29 septembre 1939 après 42 jours en mer.
Au cours de ses six patrouilles qu'il effectue, l'U-28 coule onze navires marchands ennemis pour un total de 42 252 tonneaux, un navire auxiliaire militaire de 4 443 tonneaux et endommagé deux navires marchands pour un total de 1 067 tonneaux et endommage totalement un autre navire marchand de 9 577 tonneaux pour un total de 239 jours en mer.
Le 10 novembre 1940, il quitte le service opérationnel et rejoint la 24. Unterseebootsflottille pour participer à la formation des équipages jusqu'au 30 novembre 1943, puis au sein de la 22. Unterseebootsflottille jusqu'au 17 mars 1944, quand il est coulé au quai des sous-marins à Neustadt à la suite d'une erreur humaine, à la position géographique de 54° 07′ N, 10° 50′ E déplorant la perte d'un homme d'équipage.

L'U-28 est renfloué en mars 1944 et désarmé le 4 août 1944.

## Affectations
- Unterseebootsflottille "Saltzwedel" du 12 septembre 1936 au 31 août 1939 à Wilhelmshaven (service active)
- 2. Unterseebootsflottille du 1er septembre au 31 décembre 1939 à Wilhelmshaven (service active)
- 2. Unterseebootsflottille du 1er janvier au 9 novembre 1940 à Wilhelmshaven (service active)
- 24. Unterseebootsflottille du 10 novembre 1940 au 30 novembre 1943 à Memel (entrainement)
- 22. Unterseebootsflottille du 1er décembre 1943 au 17 mars 1940 à Gotenhafen (navire-école)

## Commandements
- Kapitänleutnant Wilhelm Ambrosius du 12 septembre 1936 au 1er novembre 1938
- Hans-Günther Looff de 1936/1937 au 30 septembre 1937
- Oberleutnant zur See Fritz-Julius Lemp du 28 octobre 1937 à novembre 1938
- Kapitänleutnant Günther Kuhnke du 28 octobre 1938 au 16 novembre 1940
- Oberleutnant zur See Friedrich Guggenberger du 16 novembre 1940 au 11 février 1941
- Oberleutnant zur See Heinrich Ratsch du 12 février au 21 juin 1941
- Oberleutnant zur See Hermann Eckhardt du 22 juin 1941 au 20 mars 1942
- Oberleutnant zur See Karl-Heinz Marbach du 1er juillet au 30 novembre 1942
- Oberleutnant zur See Uwe Christiansen du 1er décembre 1942 à juillet 1943
- Oberleutnant zur See Erich Krempl de juillet au 1er décembre 1943
- Oberleutnant zur See Dietrich Sachse du 2 décembre 1943 au 17 mars 1944

Nota: Les noms de commandants sans indication de grade signifie que leur grade n'est pas connu avec certitude à notre époque à la date de la prise de commandement.

## Navires coulés
L'Unterseeboot 28 a coulé 11 navires marchands ennemis pour un total de 42 252 tonneaux, 1 navire auxiliaire militaire de 4 443 tonneaux et endommagé 2 navires marchands pour un total de 1 067 tonneaux et endommagé totalement un autre navire marchand de 9 577 tonneaux au cours des 6 patrouilles (239 jours en mer) qu'il effectua.
| Date              | Nom                   | Nationalité | Tonnage (GRT) | Fait                             |
| ----------------- | --------------------- | ----------- | ------------- | -------------------------------- |
| 14 septembre 1939 | Vancouver City        | Royaume-Uni | 4 955         | Coulé                            |
| 17 novembre 1939  | Sliedrecht            | Pays-Bas    | 5 133         | Coulé                            |
| 25 novembre 1939  | Royston Grange        | Royaume-Uni | 5 144         | Coulé                            |
| 21 janvier 1940   | Protesilaus           | Royaume-Uni | 9 577         | Endommagé - Irrécupérable (mine) |
| 9 mars 1940       | P. Margoronis         | Grèce       | 4 979         | Coulé                            |
| 11 mars 1940      | Eulota                | Pays-Bas    | 6 236         | Coulé                            |
| 18 juin 1940      | Samartia              | Finlande    | 2 417         | Coulé                            |
| 19 juin 1940      | Adamandios Georgandis | Grèce       | 3 443         | Coulé                            |
| 21 juin 1940      | HMS Prunella          | Royaume-Uni | 4 443         | Coulé                            |
| 27 août 1940      | Eva                   | Norvège     | 1 599         | Coulé                            |
| 28 août 1940      | Kyno                  | Royaume-Uni | 3 946         | Coulé                            |
| 9 septembre 1940  | Mardinian             | Royaume-Uni | 2 431         | Coulé                            |
| 11 septembre 1940 | Harpenden             | Royaume-Uni | 4 678         | Endommagé                        |
| 9 septembre 1940  | Maas                  | Pays-Bas    | 1 966         | Coulé                            |
| 26 octobre 1940   | Matina                | Royaume-Uni | 5 389         | Endommagé                        |